# Ultimele șase minute (film)
Ultimele șase minute (titlul original: în engleză Fear Is the Key) este un film thriller englez, realizat în 1972 de regizorul Michael Tuchner, după romanul omonim din 1961 al scriitorului Alistair MacLean, protagoniști fiind actorii Barry Newman, Suzy Kendall, John Vernon și Ben Kingsley. 

## Distribuție
- Barry Newman – John Talbot
- Suzy Kendall – Sarah Ruthven
- John Vernon – Vyland
- Dolph Sweet – Jablonsky
- Ben Kingsley – Royale
- Ray McAnally – Ruthven
- Peter Marinker – Larry
- Elliott Sullivan – judecătorul Mollison
- Roland Brand – deputatul
- Tony Anholt – agentul FBI
- John Alderson – Tanner (nemenționat)
- James Berwick – (nemenționat)
- Hal Galili – Cibatti (nemenționat)
- Ernie Heldman – Bartender (nemenționat)

## Producție
Romanul a fost publicat în 1961. Drepturile de film au fost cumpărate de producătorul Elliott Kastner care a ecranizat o serie de romane ale lui MacLean. MacLean a scris scenariile pentru cele două filme anterioare ale lui Kastner, Acolo unde se avântă vulturii și Where Eight Bells Toll, dar a fost prea ocupat pentru a face scenariul pentru Ultimele șase minute, așa că acest lucru i-a revenit lui Robert Carrington.

## Literatură
- MacLean, Alistair, Ultimele șase minute, tradus de Alexandru Brumaru și Constantin Badea, București, 1976: Editura Univers, Colecția Enigma, p. 263;